# Alejandra Dueñas
Alejandra Selma Dueñas Santander, est une actrice et humoriste chilienne.

## Télévision

### Séries
| Année     | Titre      | Rôle                  | Chaîne |
| --------- | ---------- | --------------------- | ------ |
| 2003-2005 | 31 minutos | Patana Tufillo (voix) | TVN    |

### Telenovelas
| Année | Titre  | Rôle             | Chaîne |
| ----- | ------ | ---------------- | ------ |
| 2004  | Xfea2  | Bárbara Céspedes | Mega   |
| 2005  | EsCool | Susana           | Mega   |
| 2005  | Mitú   | Úrsula           | Mega   |

### Émissions
| Année        | Titre                 | Rôle                            | Chaîne      |
| ------------ | --------------------- | ------------------------------- | ----------- |
| 2008         | Conspiración Copano   | Voix off                        | Telecanal   |
| 2010         | Mujeres primero       | Voix off                        | La Red      |
| 2011-2012    | El Club de la Comedia | Elle-même et divers personnages | Chilevisión |
| 2013-présent | Más vale tarde        | Elle-même                       | Mega        |

## Radio
| Année        | Titre               | Rôle       | Station         |
| ------------ | ------------------- | ---------- | --------------- |
| 2008-2012    | Es lo que hay       | Animatrice | Radio ADN       |
| 2013-présent | Más allá del fútbol | Animatrice | Radio FM Tiempo |

## Cinéma
| Année | Titre                   | Rôle                  |
| ----- | ----------------------- | --------------------- |
| 2008  | 31 minutos, la película | Patana Tufillo (voix) |